# てれごじ。KOCHI
『てれごじ。KOCHI』（てれごじこうち）は、NHK高知放送局制作の夕方の音楽情報バラエティ番組。（2000年から、前身はてれごじ。）

## 放送概要
前年（1999年）から始まった、『てれごじ。』が前身。

### 2000年度
週1回のみ四国4県向けに放送していた。ただし、番組の開始部分と、終了部分は松山のスタジオから放送されていた。

### 2001 - 2002年度
2001年3月にたろーが降板すると同時に、月 - 金曜放送の高知県対象県域番組として大幅に番組が刷新され、新聞記載タイトルも『てれごじ。KOCHI』となる（同時に他の四国3県も『てれごじ。』のタイトルのみを残し県域番組化した）。
県域番組化してからは、「若者向け」という要素は以前よりも抑えられ、どちらかというと普通の地域密着型情報番組となっていた（実際、後続のニュース番組『6時です とさ情報市』の項目紹介も挿入されていた）。
結果、2003年3月に『てれごじ。』ブランドが消滅したことを機に、前述の『6時です とさ情報市』に吸収合併され、2時間の大型ニュース・情報番組『いきいきワイド とさ情報市』に移行した。

## 出演者（レギュラー）
- たろー（2000年4月から2001年3月）
- 陣内智衣

2002年度以降は高知放送局の男性アナウンサーがメイン司会を務めた。

## 出演者（ゲスト）
元吉太郎（「ほっとこうち」編集長）
スーパーバンド
他多数
| NHK高知放送局（高知県） 平日17時台の地域情報番組 | NHK高知放送局（高知県） 平日17時台の地域情報番組 | NHK高知放送局（高知県） 平日17時台の地域情報番組          |
| 前番組                                           | 番組名                                           | 次番組                                                    |
| ------------------------------------------------ | ------------------------------------------------ | --------------------------------------------------------- |
| てれごじ。 ※四国4県ブロックネット                | てれごじ。KOCHI                                  | いきいきワイド とさ情報市 ※「6時です とさ情報市」を枠拡大 |